# Acanthochaetetes japonica
Acanthochaetetes japonica är en svampdjursart som först beskrevs av Tamezo Mori botanist  1977.  Acanthochaetetes japonica ingår i släktet Acanthochaetetes och familjen Acanthochaetetidae. Inga underarter finns listade i Catalogue of Life.